# Margaromma namukana
Margaromma namukana är en spindelart som beskrevs av Roewer 1944. Margaromma namukana ingår i släktet Margaromma och familjen hoppspindlar. Inga underarter finns listade i Catalogue of Life.